# Produktlogistik
Die Produktlogistik ist ein Begriff der Logistik und geht über den klassischen Transport einer Ware hinaus. Produktlogistik kann sowohl im B2B als auch gegenüber Endkonsumenten B2C erfolgen. Er beschäftigt sich im Rahmen des Produktmanagements mit der Auftragsabwicklung.
Es umfasst die Organisation, Steuerung, Bereitstellung und Optimierung von produktrelevanten Prozessen. Produktlogistische Maßnahmen werden nach dem Abschluss des reinen Herstellungsprozesses getroffen und umfassen unter anderem neben Lagerung auch vervollständigende und optimierende Leistungen, also Mehrwertdienste (‚Value Added Services‘), wie zum Beispiel Umetikettierung, Zusammenbau, Retourenmanagement, Aufbügeln und kann bis zu einem Aufbau von ganzen Küchen, Möbeln oder Elektrogeräten bei Endkunden gehen. Es erfordert spezialisierte Mitarbeiter aus dem jeweiligen Bereichen, für die Zustellung zu Endkonsumenten ist eine 2-Mann-Zustellung üblich.
Folgende Synergieeffekte ergeben sich durch das Zusammenspiel von Transportlogistik mit der Produktlogistik in einem Unternehmen: 
- höheres Optimierungspotenzial durch Konzeptionierung eines Gesamtprozesses[3]
- weniger Fehlerquellen und schneller Durchlaufzeiten durch Reduktion der Schnittstellen
- Kostenoptimierung durch die zentral gesteuerten Leistungen
- Mehrbenutzer – Fähigkeit, da Leistungen für mehrere Unternehmen gleichzeitig erbracht werden können